# Michèle Mouton

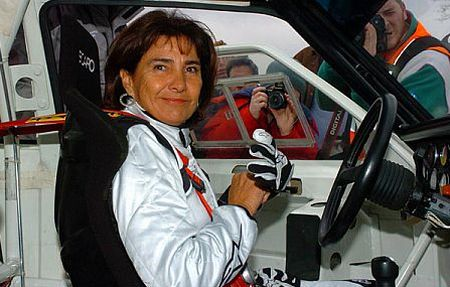
Michèle Mouton

Michèle Mouton (23. červen 1951, Grasse, Francie) je rallyeová jezdkyně a účastnice Mistrovství světa.

## Kariéra
Její první soutěží byla Rallye Monte Carlo 1973, které se účastnila jako spolujezdkyně ve voze Peugeot 204, který řídil Jean Taibi. Pořadatelé však této posádce, stejně jako dalším, zakázali soutěž kvůli divákům dokončit. Poté se její otec rozhodl, že jezdit bude jen jako řidička a koupil jí první vůz Alpine A110. Prvním startem byla Rallye Paříž – Saint Raphael, kde kvůli penalizacím propadla. V druhé soutěži, kterou byla Tour de France, se jí ale dařilo a pak absolvovala celé mistrovství Francie. Nasbírala řadu zkušeností a dílčích dobrých umístění. Na Tour de France o rok později skončila osmnáctá a pátá ve skupině. Prvním startem v mezinárodní soutěži byla Korsická rallye 1974, kterou dokončila na poslední jedenácté pozici ze sta přihlášených a vyhrála skupinu 3. Díky tomu ji začala sponzorovat společnost Esso. Mouton nakonec uhájila celkové druhé místo kategorie 3 šampionátu.
Následující rok se opět účastnila domácího mistrovství a mistrovství Evropy. Získala řadu úspěchů, startovala i na závodu Le Mans, kde skončila na 21. pozici a vyhrála kategorii prototypů. V průběhu sezony ji navíc začal sponzorovat i tovární tým Renault Alpine. Díky tomu startovala opět na Korsice a dojela sedmá. Jejím novým sponzorem se po tomto výsledku stala firma Elf. Startovala na Rallye Monte Carlo 1976, kde skončila jedenáctá a nejlepší z vozů Alpine. Díky tomu mohla startovat s lepším vozem Alpine A310. Změnila i spolujezdkyni, když jí začala navigovat Denise Emmanuelliová. Skončila druhá na soutěžích Rallye de Lozére a Critérium Alpin. O rok později měla těžkou nehodu, kdy byl vůz téměř zničen. Mohla tedy startovat jen na omezeném množství podniků. Na Rallye San Remo 1976 musela odstoupit po nehodě a na Korsice po poruše převodovky.
Na Rallye Monte Carlo 1977 startovala s vozem Autobianchi A112 Abarth a skončila na 24. pozici. Na závodech domácího mistrovství pak startovala s vozem Porsche 911 S Carrera. V průběhu sezony obdržela více peněz, aby vybojovala nejhůře páté místo v mistrovství Evropy. Vyhrála ale Španělskou rallye a dokončila sezonu na druhé pozici. Po sezoně ale ukončila spolupráci s firmou Elf. Místo toho se stala pilotkou týmu Fiat France a začala startovat s vozem Fiat 131 Abarth. Korsická rallye 1977 jí s tímto vozem vynesla osmé místo.
Na Rallye Monte Carlo 1978 musela startovat s vozem Lancia Stratos HF, protože tovární tým Fiat Abarth nebyl schopen všem jezdcům zajistit servis. S tímto vozem skončila sedmá a zajistila v sezoně týmu Lancia Racing první body. Dále se účastnila Mistrovství Evropy a získala opět řadu dobrých výsledků včetně vítězství v náročné Rallye Tour de France, kterou vyhrála jako první žena v historii. Startovala také na podnicích Rallye Giro d’Italia 1978 a Korsická rallye 1978 v rámci Mistrovství světa, kde skončila na čtvrtém a pátém místě. Díky tomu byla celkově čtvrtá v rámci Mistrovství.

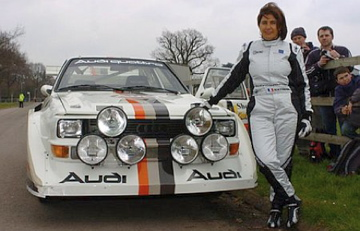
Michele Mouton u vozu Audi Sport Quattro S1

V 80. letech se stala jezdkyní týmu Audi Sport. Vyhrála Rallye San Remo 1981 a jako první žena tak vyhrála soutěž Mistrovství světa. V sezoně Mistrovství světa v rallye 1982 skončila druhá když vyhrála podniky Portugalská rallye 1982, Brazilská rallye 1982 a Acropolis rallye 1982. Také dvakrát vyhrála závod do vrchu Pikes Peak v letech 1984 a 1985. Ke konci éry skupiny B startovala i za tým Peugeot Sport. Po sezoně Mistrovství světa v rallye 1986 prakticky ukončila kariéru.
V roce 2000 skončila druhá v závodu London Sydney Marathon s vozem Porsche 911. Od roku 2010 je první prezidentkou FIA Women & Motor Sport Commission.